# 蔣璿 (宋朝)
蔣璿，字宣德，明州奉化县（今浙江省宁波市奉化区）人，宋朝政治人物。

## 生平
父蔣浚明为北宋神宗时大臣，致仕后迁居奉化县禽孝乡三岭。蔣璿是蔣浚明次子，与三弟蒋珫（蒋岘曾祖父）二人均考中进士。妻陈氏。
蔣璿于宋哲宗绍圣四年（1097年），登进士第。绍圣六年（1099年），授承德郎。宋徽宗政和年间，任长溪县知县。宋高宗绍兴八年（1138年），知江阴军。官至左朝议大夫，封中奉大夫。
蔣璿也是诗人，《全宋诗》有收录他的诗作。与王珩、顾文、薛朋龟、汪思温合称“五老”，而成五老会相唱和。